# Igreja Matriz de São Pedro (Terena)

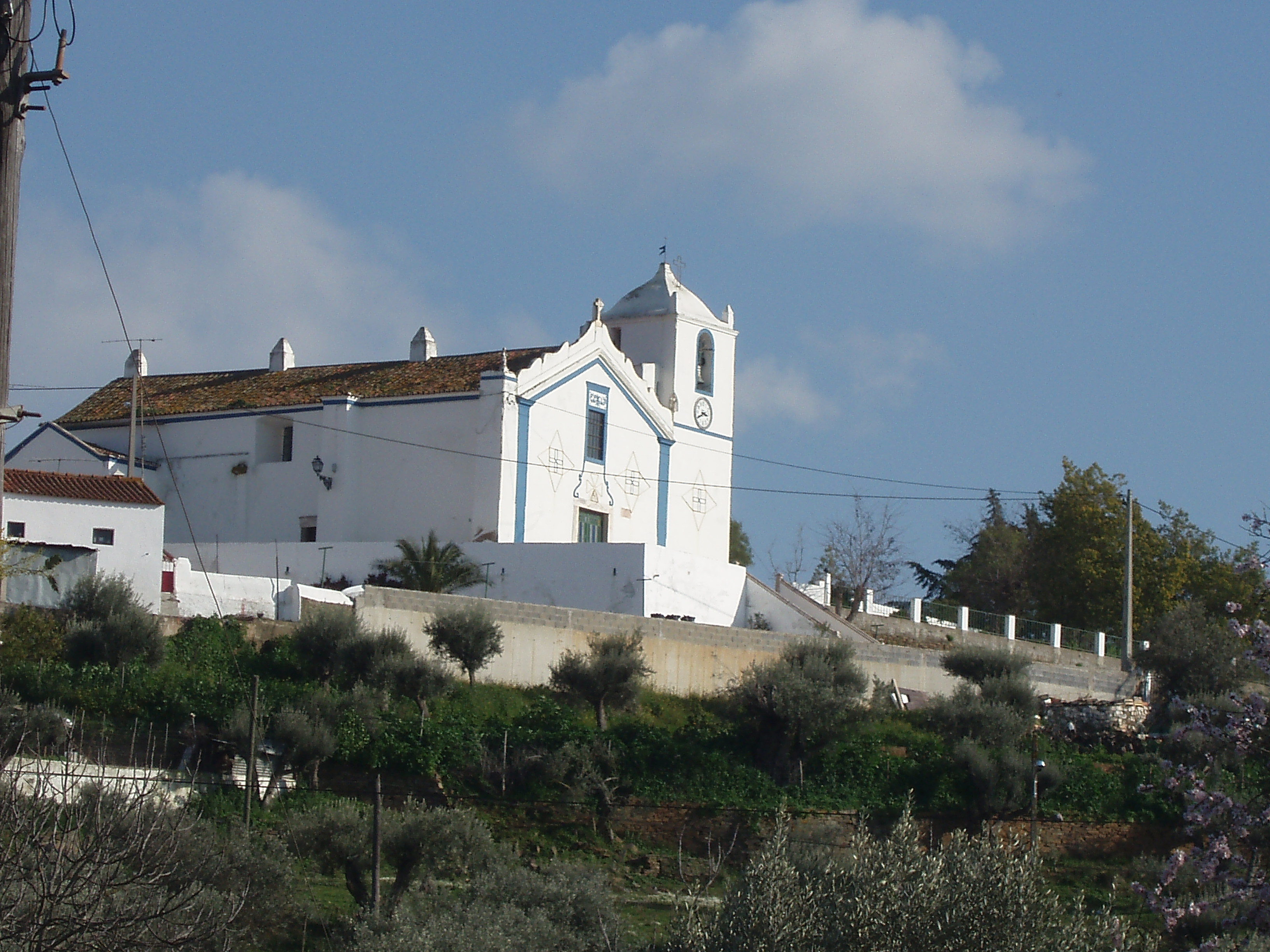
Igreja Matriz de Terena

A Igreja Matriz de São Pedro, Igreja Paroquial de Terena ou Igreja de São Pedro, fica situada num dos pontos mais elevados da vila de Terena, de cujo adro se desfruta amplo panorama.
A igreja é muito antiga, já existindo em 1394. Segundo a tradição terá sido a segunda igreja paroquial da vila e sucedeu à primeira que era a igreja hoje conhecida por Santuário da Boa Nova. 
Das origens, conservam-se as estátuas góticas do Padroeiro e de Santa Catarina Mártir, em mármore, expostas nos acrotérios da fachada principal. A Igreja Matriz foi depois alterada no século XVI, de cujo período são vestígios a ábside, de abóbada nervurada, coberta de azulejos do tipo maçaroca. No século XVIII foram executados o retábulo de talha dourada do altar-mor e o púlpito, em mármore. Neste período a igreja tinha quatro irmandades: irmandade do Santíssimo Sacramento, Nossa Senhora do Rosário, São Miguel e Ordem Terceira de São Francisco). 
O Prior era apresentado pela Coroa e tinha dois clérigos Beneficiados. Já no século XIX foram feitas outras obras da igreja, que deram à nave o aspecto actual, realizando-se as pinturas da abóbada e do arco da Capela-Mor, tendo sido acrescentado o coro e remodelados o Baptistério, que conserva a Pia antiga, a Capela do Santíssimo Sacramento e o Altar da Senhora do Rosário, entre outras modificações de menor importância.
Na Sacristia conserva-se o trípico de pintura do século XVI representando São Pedro, São Paulo e Santo André, que se crê ter sido o primitivo retábulo do altar-mor.